# نقابة الصحفيين الإيرانيين
نقابة الصحفيون الإيرانيون (بالفارسية: انجمن صنفی روزنامه‌نگاران ایران) (بالإنجليزية: Association of Iranian Journalists)‏ منظمة مهنية تطوعية تعمل على حماية الحقوق القانونية والمهنية للصحفيين الإيرانيين. تأسست عام 1997 أثناء رئاسة الإصلاحي محمد خاتمي. بلغ عدد عضويات المنظمة 4000 في عام 2008. واجهت النقابة عدة مُضايقات من قِبل حكومة أحمدي نجاد، مما أدى إلى إغلاقها عام 2009. تم تسجيلها عضوًا رسميًا في الاتحاد الدولي للصحفيين.